# Saint-Liguori
Saint-Liguori är en kommun i provinsen Québec i Kanada. Den ligger i regionen Lanaudière, i den sydöstra delen av landet, 180 km öster om huvudstaden Ottawa. Antalet invånare var 2 066 vid folkräkningen 2021. Landarean är 51 kvadratkilometer.